# مقبرة الغرباء
مقبرة الغرباء هي مقبرة في طرابلس، لبنان. وقد استخدمت في الماضي للدفن الجماعي لرفات من ماتوا بالحرب الأهلية اللبنانية والصراع اللبناني عام 2007. منذ سبعينيات القرن العشرين، احتل عدد من المنازل المؤقتة المقبرة، وفي عام 2010، بلغ عدد سكانها 1000 نسمة. في عام 2015، أفادت منظمة كير الدولية أن حالة السكن سيئة.

## وصف
تقع مقبرة الغرباء بالقرب من حي باب التبانة وجبل محسن في طرابلس.
وقد استخدمت المقبرة لدفن جماعي لقتلى الصراع. ذكرت منظمة العفو الدولية في عام 1989 أن ما يصل إلى 200 رجل وامرأة وطفل قتلوا في باب التبانة في 21 و22 ديسمبر/كانون الأول 1986 ربما دفنو في مقبرة جماعية في المقبرة، حفرت المقبرة بواسطة الجرافات. وكان بعض القتلى من المدنيين الذين وقعوا في تبادل لإطلاق النار خلال الحرب الأهلية اللبنانية، لكن يُزعم أن آخرين كانوا من المسلمين السنة الذين قتلوا أثناء المواجهة على يد القوات السورية وحلفائها. في 4 أكتوبر 2007، قامت الحكومة اللبنانية بدفن حوالي 98 جثة في المقبرة. ويُزعم أن هذه هي جثث الغرباء التي لم يتعرف عليهم ولم يطالب بها أحد لأعضاء فتح الإسلام الذين قُتلوا خلال صراع لبنان عام 2007.

## السكان
شهدت طرابلس تدفقًا للمهاجرين ذوي الدخل المنخفض في السبعينيات والثمانينيات من القرن الماضي، حيث كانوا يفتقرون إلى المنازل المناسبة التي اختار الكثيرون الاستقرار فيها في المقبرة. وجدت دراسة أجرتها بلدية طرابلس عام 2010 أن حوالي 1000 ساكن، من 187 عائلة، ما زالوا يعيشون هناك في منازل مؤقتة بنوها بأنفسهم. وكان ارتفاع معدل المواليد يعني أنه من المتوقع أن يزيد عدد السكان. على الرغم من تدفق اللاجئين السوريين خلال الحرب الأهلية السورية، فإن غالبية السكان كانوا من أصل لبناني. الأرض مملوكة للدولة إلى حد كبير، مع جزء مملوك لمسجد، تحت الوقف، وهناك منازعات على الأرض بين المالكين والشاغلين.
أفاد تقرير صدر عام 2015 عن الفرع البريطاني لمنظمة كير إنترناشيونال عن ظروف معيشية سيئة حيث يعيش 20٪ دون معايير سفير لمساحة المعيشة المغطاة. تتكون المنازل في أغلب الأحيان من غرفة واحدة وطابق واحد، وتفتقر العديد من العائلات إلى أي أثاث. غالبًا ما تكون الجدران والأسقف والأساسات مفقودة، وتكون المنازل رطبة وباردة في الشتاء. ورغم أن السلطات البلدية سمحت بتركيب بعض إمدادات الكهرباء فإن البنية التحتية الأساسية لا تزال سيئة والصرف الصحي يتم عن طريق المجاري المفتوحة. هناك صعوبة في الوصول إلى المياه حيث تفتقر 60% من مرافق المراحيض إلى حوض مزود بمياه جارية وثلاثة أرباع المراحيض تفتقر إلى باب. الدخل منخفض، على الرغم من أن العديد من العائلات تكسب المال من خلال المساعدة في دفن الموتى، على الرغم من تعرضها للوصم بسبب ذلك. العديد من أطفال المنطقة لا يذهبون إلى المدرسة. وقد وضعت السلطات البلدية خططاً لتحسين الظروف المعيشية، بما في ذلك عن طريق بناء مجمع سكني جديد قريب.
وتعرضت بعض المنازل في المنطقة لأضرار جراء قذائف الهاون خلال الصراع بين باب التبانة وجبل محسن. ظهر سكان الغرباء في الفيلم الوثائقي الغرباء عام 2007.